# Meteorium baileyi
Meteorium baileyi là một loài Rêu trong họ Meteoriaceae. Loài này được (Broth.) Broth. miêu tả khoa học đầu tiên năm 1906.